# Pheidole cryptocera
Pheidole cryptocera är en myrart som beskrevs av Carlo Emery 1900. Pheidole cryptocera ingår i släktet Pheidole och familjen myror. Inga underarter finns listade i Catalogue of Life.